# Leikleurige mierklauwier
De leikleurige mierklauwier (Thamnophilus schistaceus) is een zangvogel uit de familie Thamnophilidae (miervogels).

## Verspreiding en leefgebied
Deze soort komt voor in het Amazonegebied en telt vijf ondersoorten:
- T. s. capitalis: zuidoostelijk Colombia, oostelijk Ecuador en noordoostelijk Peru.
- T. s. dubius: oostelijk Peru.
- T. s. schistaceus: zuidoostelijk Peru, noordelijk Bolivia en westelijk Brazilië.
- T. s. heterogynus: oostelijk Colombia en amazonisch westelijk-centraal Brazilië.
- T. s. inornatus: centraal Brazilië.

## Status
De grootte van de populatie is niet gekwantificeerd maar de soort wordt omschreven als algemeen. Op de Rode lijst van de IUCN heeft deze soort de status niet bedreigd.